# Dešná (Zlíni járás)
Dešná település Csehországban, a Zlíni járásban. Dešná Vizovice, Všemina, Neubuz és Jasenná településekkel határos. Lakosainak száma 205 fő (2024. január 1.).

## Népesség
A település lakosságának változását az alábbi diagram mutatja:
| Lakosok száma | 141  | 136  | 135  | 165  | 164  | 195  | 203  | 216  | 199  | 205  |
|               | 1869 | 1890 | 1921 | 1950 | 1980 | 2001 | 2017 | 2019 | 2022 | 2024 |